# Mahala (Osmaci, BiH)
Mahala je naseljeno mjesto u sastavu općine Osmaci, Republika Srpska, BiH.

## Povijest
Naselje Mahala se nalazi u sjeveroistočnoj Bosni, na obroncima planine Majevice. Pored naselja prolazi magistralni put i željeznička pruga koja spaja Tuzlu i Zvornik. Ovo je jedno lijepo i pitomo naselje u Gornjoj Spreči. Mahala je kao naselje nastalo u 18. stoljeću od doseljenika koji su doselili 1817. godine iz sela Alići kod Pljevlja Crne Gore. Na austro-ugarskom zemljovidu iz 1882. godine ucrtane su dvadeset i četiri kuće, ali na karti piše Bulatovci jer je naselje bilo zaselak naselja Bulatovci. Dolaskom Kraljevine Jugoslavije Mahala postaje samostalno naselje i tako se vodi u svim zemljišnim i katastarskim knjigama.

## Naselje danas
Naselje danas ima 160 kuća gdje živi 563 stanovnika. Izgrađena je benzinska crpka, svake njedelje je tržni dan. Renoviran je omladinski dom i izgrađena je Šehitska česma. Kroz selo prolazi asfaltni put dužine 4 kilometra.

## Stanovništvo
Stanovništvo naselja Mahala za vrijeme velikosrpske agresije na BiH 1992. godine napušta svoje kuće i odlazi na sve strane širom svijeta. Nakon četiri godine u izbjeglištvu i poslije potpisivanja Daytonskog sporazuma vraćaju se svojim kućama u BiH, u Republiku Srpsku. Prvo povratničko selo u Republiku Srpsku je stanovništvo Mahale. Bilo je to 24. kolovoza 1996. godine. 
| Mahala             |              |              |              |
| godina popisa      | 1991.        | 1981.        | 1971.        |
| Muslimani          | 550 (87,85%) | 445 (86,74%) | 375 (93,51%) |
| Srbi               | 74 (11,82%)  | 64 (12,47%)  | 23 (5,73%)   |
| Hrvati             | 1 (0,15%)    | 1 (0,19%)    | 1 (0,24%)    |
| Jugoslaveni        | 1 (0,15%)    | 3 (0,58%)    | 1 (0,24%)    |
| ostali i nepoznato | 0            | 0            | 1 (0,24%)    |
| ukupno             | 626          | 513          | 401          |

## Galerija
- Benzinska crpka
- Dom mladih